# Акпас
Акпас (каз. Ақбас) — озеро в Узункольском районе Костанайской области Казахстана. Находится в 9 км к югу от села Красная Пресня.
По данным топографической съёмки 1958 года, площадь поверхности озера составляет 1,43 км². Наибольшая длина озера — 1,7 км, наибольшая ширина — 1,3 км. Длина береговой линии составляет 5,1 км, развитие береговой линии — 1,17. Озеро расположено на высоте 90,6 м над уровнем моря.